# Peace (Demon Hunter)
Peace è il decimo album in studio del gruppo musicale statunitense Demon Hunter, pubblicato nel 2019 in contemporanea con il suo gemello War.

## Tracce
1. More Than Bones – 4:15
2. I Don't Believe You – 4:48
3. Loneliness – 5:15
4. Peace – 4:18
5. When the Devil Come – 4:41
6. Time Only Takes – 4:38
7. Two Ways – 4:07
8. Recuse Myself – 5:00
9. Bet My Life – 4:16
10. Fear is Not My Guide – 4:47
11. Tear You Down (bonus track) – 3:55

## Formazione
- Ryan Clark – voce
- Patrick Judge – chitarra
- Jeremiah Scott – chitarra
- Jon Dunn – basso
- Timothy "Yogi" Watts – batteria